# Украински колаборационизъм през Втората световна война
Украинският колаборационизъм през Втората световна война е термин за обозначаване на сътрудничеството на украинските националистически организации, както и на отделни украинци, със силите на Оста през Втората световна война.
Украинският колаборационизъм се проявява в различни форми на съдействие и сътрудничество на етническите украиници с нацистите, от участието в диверсионно-разузнавателните отряди, в органите на администрацията и полицията на окупираните от Третия райх територии, служба във Вермахт и СС, в добрововлно подпомагане в унищожаването на комунисти, руснаци, евреи, попаднали в обкръжение войници на Червената армия, а също и в други форми.
След началото на операция Барбароса в Лвов на 30 юни 1941 г. е прогласено създаването на независима Украинска държава. От украинци се формират в състава на Вермахта специалното подразделение Нахтигал, батальон Роланд, както и 14-а Вафен гренадирска дивизия от СС (1-ва украинска), Украинска народна милиция, Охранителна полиция и други доброволни формирования за борба срещу болшевизма. На 20 август 1941 г. се създава считано от 1 септември същата година Райхскомисариат Украйна и Дистрикт Галиция до успешното завършване на войната с болшевиките.
След повторното завземане на Украйна от страна на Червената армия лидерите на украинското национално движение бягат на запад, а спрямо сътрудничелото на Вермахта население се вземат репресивни мерки от съветската власт. Доста украинци съдействат на немците, понеже съветската власт се ползва с лоша слава в Украйна, особено след Гладомора.